# Agencja Unii Europejskiej ds. Azylu
Agencja Unii Europejskiej ds. Azylu, (European Union Agency for Asylum, EUAA), wcześniej Europejski Urząd Wsparcia w dziedzinie Azylu (EASO) – agencja Unii Europejskiej, która została powołana w celu wdrażania wspólnego europejskiego systemu azylowego. Jej zadaniem jest zapewnienie, aby poszczególne sprawy azylowe były traktowane w sposób spójny przez wszystkie państwa członkowskie.

## Cel działalności
EASO utworzono w 2011 r. W celu zwiększenia praktycznej współpracy między państwami członkowskimi w kwestiach związanych z azylem oraz w celu wspierania państw członkowskich w realizacji ich zobowiązań wynikających ze wspólnego europejskiego systemu azylowego.
Urząd został ustanowiony na mocy rozporządzenia (UE) 439/2010, jako niezależny w sprawach technicznych urząd, posiadający autonomię prawną, administracyjną i finansową.
EASO działa jako centrum wiedzy specjalistycznej w dziedzinie azylu, zapewniając państwom członkowskim wsparcie naukowe i techniczne, w szczególności tym, których systemy azylowe i systemy przyjmowania znajdują się pod szczególną presją. Poprzez swoją funkcję wsparcia EASO pomaga państwom UE w wypełnianiu ich europejskich i międzynarodowych zobowiązań w dziedzinie azylu.

## Historia EASO[4]
- Rada Europejska w Tampere w 1999 r. Uzgodniła ustanowienie wspólnego europejskiego systemu azylowego (CEAS).
- W programie haskim UE 2004 zaproponowano utworzenie Europejskiego Urzędu Wsparcia w dziedzinie Azylu. Urząd miał odegrać kluczową rolę w zapewnieniu praktycznej współpracy między państwami członkowskimi w kwestiach związanych z azylem.
- Komisja Europejska zaproponowała utworzenie EASO w dniu 18 lutego 2009 r.
- W pierwszym kwartale 2010 r. Parlament Europejski i Rada uzgodniły utworzenie EASO. Rozporządzenie EASO weszło w życie w dniu 19 czerwca 2010 r.
- 1 lutego 2011 r. EASO zaczął działać jako agencja UE.
- 1 kwietnia 2011 r. Podpisano pierwszy plan operacyjny EASO w celu wsparcia odbudowy greckiego systemu azylowego.
- 24 maja 2011 r. Podpisano „umowę ramową” między rządem Malty i EASO. Porozumienie reguluje stosunki między przyjmującym państwem członkowskim a EASO.
- 19 czerwca 2011 r. Oficjalnie zainaugurowano EASO na Malcie.
- 7 września 2012 r. EASO przeniósł się do nowej siedziby znajdującej się w Grand Harbour w Valletcie na Malcie.
- 2012 r. Luksemburg i Szwecja złożyły wniosek o wsparcie EASO i uzyskały jego wsparcie.
- 2013 r. Bułgaria i Włochy złożyły wniosek o wsparcie EASO i uzyskały jego wsparcie.
- 2014 r. Cypr zwrócił się o pomoc do EASO i uzyskał ją.
- 2015 r. EASO odegrał kluczową rolę we wdrażaniu agendy UE w zakresie migracji i nowego punktu aktywnego.
- 2016 r. Jose 'Carreira został nowym dyrektorem wykonawczym EASO.

## Dyrektor Wykonawczy
Dyrektor wykonawczy jest niezależny w wykonywaniu zadań i jest prawnym przedstawicielem EASO. Wykonawczy Dyrektor jest odpowiedzialny za wykonanie pracy, program i decyzje zarządu. Dyrektor wykonawczy jest wspierany przez 3 działy:
- Departament wsparcia azylowego,
- Departament operacji,
- Departament administracyjny.

Od 16 czerwca 2019 Nina Gregori jest dyrektorem wykonawczym Europejskiego Urzędu Wsparcia w dziedzinie Azylu (EASO) z siedzibą na Malcie. Jej poprzednik, powołany na urząd w kwietniu 2016 r. José Carreira został odwołany 6 czerwca 2018 roku oskarżony o zastraszanie pracowników i wykorzystywanie „przemocy psychicznej” jako narzędzia zarządzania. Przez rok, czyli od odwołania Carreiry do powołania na urząd Gregori, funkcję dyrektora wykonawczego pełnił Jamil Addou, ówczesny kierownik Biura do Wsparcia Azylu.

### Zarząd
Zarząd planuje i monitoruje działania agencji. Składa się z przedstawicieli państw członkowskich UE – po jednym z każdego (oprócz Danii), dwóch przedstawicieli Komisji Europejskiej oraz dyrektora wykonawczego EASO. Na prawach obserwatora w pracach Zarządu uczestniczy przedstawiciel UNHCR oraz przedstawiciele Danii, Norwegii, Islandii, Liechtensteinu oraz Szwajcarii.

### Forum Konsultacyjne
Zostało założone w 2011 roku w celu wzmocnienia dialog i łączenie wiedzy między EASO a społeczeństwem obywatelskim.
Jest otwarte dla właściwych organizacji społeczeństwa obywatelskiego i kompetentnych organów (takie jak organizacje międzynarodowe, środowiska akademickie i sądownictwa) działających w dziedzinie polityki azylowej na szczeblu lokalnym, regionalnym, na poziomie krajowym, europejskim lub międzynarodowym.

### Praktyczna współpraca EASO
Praktyczna współpraca EASO jest pojęciem stosowanym do spotkań i konferencji organizowanych przez EASO. Praktyczne działania EASO w ramach współpracy są zgodne ze wspólną metodologią i mają na celu poprawę i maksymalizację zbieżności podejść i ocena potrzeb w zakresie ochrony osób ubiegających się o azyl, jak oraz inne praktyczne aspekty CEAS.

## Siedziba EASO
Siedziba EASO mieści się w Wielkim Porcie w Valletcie (Malta).

## Rodzaje wsparcia EASO[10]
- stałe wsparcie: wspieranie i stymulowanie wspólnej jakości procesu azylowego poprzez wspólne szkolenie, wspólne materiały szkoleniowe z zakresu azylu, wspólną jakość i wspólne informacje o kraju pochodzenia;

- specjalne wsparcie: pomoc dostosowana do potrzeb, budowanie zdolności, relokacja, specjalne wsparcie i specjalne narzędzia kontroli jakości;

- wsparcie w sytuacjach nadzwyczajnych: organizowanie solidarności dla państw członkowskich podlegających szczególnym naciskom poprzez tymczasowe wsparcie i pomoc w naprawie lub odbudowie systemów azylowych i systemów przyjmowania;

- wsparcie w zakresie informacji i analiz: udostępnianie i łączenie informacji i danych, analiz i ocen na poziomie UE, w tym ogólnounijnych analiz i ocen tendencji;

- wsparcie z kraju trzeciego (tj. z państwa trzeciego): wspieranie zewnętrznego wymiaru wspólnego europejskiego systemu azylowego, wspieranie partnerstw z państwami trzecimi w celu wypracowania wspólnych rozwiązań, w tym poprzez budowanie zdolności i regionalnych programów ochrony, oraz koordynację działań państw członkowskich w zakresie przesiedleń.

## Zadania EASO[11]
Główne zadania do spełnienia przez EASO to:
- organizowanie wsparcia i pomocy w zakresie ogólnych lub szczególnych potrzeb systemów azylowych państw członkowskich;
- koordynowanie i stymulowanie współpracy operacyjnej między państwami członkowskimi i podnoszenie jakości;
- działanie jako niezależny ośrodek wiedzy specjalistycznej na temat azylu;
- organizowanie ogólnoeuropejskich analiz i ocen danych azylowych;
- ułatwianie i stymulowanie wspólnych działań i zapewnienie spójności w dziedzinie azylu;
- praca na rzecz pełnego zaangażowania państw członkowskich;
- respektowanie odpowiedzialności państw członkowskich i ich decyzji azylowych;
- współpraca z Komisją Europejską, Parlamentem Europejskim i Radą Unii Europejskiej, a także z innymi instytucjami, agencjami i organami UE oraz z organizacjami międzynarodowymi i społeczeństwem obywatelskim;
- wykonywanie swoich obowiązków jako zorientowanej na usługi, bezstronnej i przejrzystej organizacji w ramach prawnych, politycznych i instytucjonalnych UE.

## System wczesnego ostrzegania i gotowości (EPS)
EASO utworzyło system wczesnego ostrzegania i gotowości (EPS), mechanizm gromadzenia danych, który ma na celu zbieranie informacji wszystkich kluczowych aspektów CEAS (Wspólny Europejski system azylowy) w możliwie najkrótszym czasie. Obecnie EPS obejmuje wszystkie etapy procesu azylowego (z wyjątkiem odwołania), w tym określenie pierwszej instancji i dostęp do procedur.
Celem tego zbierania danych jest dostarczenie informacji i analiz wszystkim odpowiednim zainteresowanym stronom w regularnych i dostosowanych do potrzeb ad hoc analitycznych w celu zapewnienia aktualnego obrazu sytuacyjnego azylu w UE + i wspierać gotowość państw członkowskich.